# IOIOI
IOIOI è lo pseudonimo/progetto musicale Experimental di Cristiana Fraticelli, musicista del maceratese.

## Storia
Il nome IOIOI viene adottato da Cristiana Fraticelli come pseudonimo in seguito ad una serata passata a fare giochi di parole con un gruppo di amici giapponesi. Questo palindromo che non ha nessun significato nella lingua Italiana, è foneticamente simile ad una sorta di esortazione in lingua nipponica che equivale più o meno a "dai, dai Eh!". Parlando di questo nome la Fraticelli spiega che “La mente umana conosce solo la dualità, definisce il senso per contrari e contraddizioni. Oscilla continuamente fra i due opposti, senza risoluzione. In questa follia la mente parla a se stessa attribuendosi l'io. Nel nome IOIOI Al centro dei due io speculari (io-oi) c'è una I che puoi leggere come eye (occhio), o come i (io) o come ai (in giapponese amore).
Il suono di IOIOI è composto da una miscela di pop astratto, improvvisazioni chitarristiche e sperimentazioni sonore eseguite con un laptop.
Il primo disco uscì per la Ebria Records nel 2005. Mentre il terzo, Sleeping: Awaken Visions uscì nel 2010 per la finlandese Ikuisuus.

## Componenti
- Cristiana Fraticelli: Voce, Chitarra, Basso, Laptop, Giocattoli [ fino al 2006 ]

Chitarra preparata e non, Oggetti, Elettronica analogica e digitale, Voci

## Produzioni[2]

### Album CD
- 2005 - Bright Future (CD, Ebria Records)
- 2008 - Mantis (CDr, Setola Di Maiale)
- 2009 - Tales From The Sky (H)earth (CDr, Makrame Records)
- 2010 - Sleeping: Awaken Visions (CDr, Ikuisuus)
- 2010 - The Healing Breakdown (collaborazione con R.J. Schrey - CDr, Against It Records)

### Album Split
- 2009 - Coeur Domestique (CD split con i Istituzioni Ambienti Naturalismo e LxVxTx, Monstres Par Excès)
- 2010 - Untitled (CD split con i R.J. Schrey, Against It Records)

### Compilation
- 2006 - Forms - con il brano Aiuto (CD+DVD Intikrec)
- 2006 - Breaking Down The Barriers 1995-2005, Ten Years Of Afe - con il brano Faye Wong, Splappis, Plippa (File MP3, Afe Records)
- 2006 - ...A Gift For (°!°)... - con il brano Lacrime Di Lupoluna (28xFile MP3, Afe Records, Sine3pm, Grey Sparkle, Moriremo Tutti Records, TraZeroeUno, Wallace Records, Ctrl+Alt+Canc Records, Tanderion)
- 2006 - Women Take Back The Noise - con il brano Annulla Mantide Innamorata e Rendezvous (3xCD UBUIBI)
- 2010 - Against It Vol. 1 - con il brano Sleeping 02 (CDr, Against It Records)
- 2011 - Neumi - con il brano The Wow! Signal (CD, Unamusica, Into My Bed Recordings)
- 2013 - Ohrwurm Culture - con il brano Casa in Fiamme (CDr, Monstres par Excès)